# Sumpfläufer

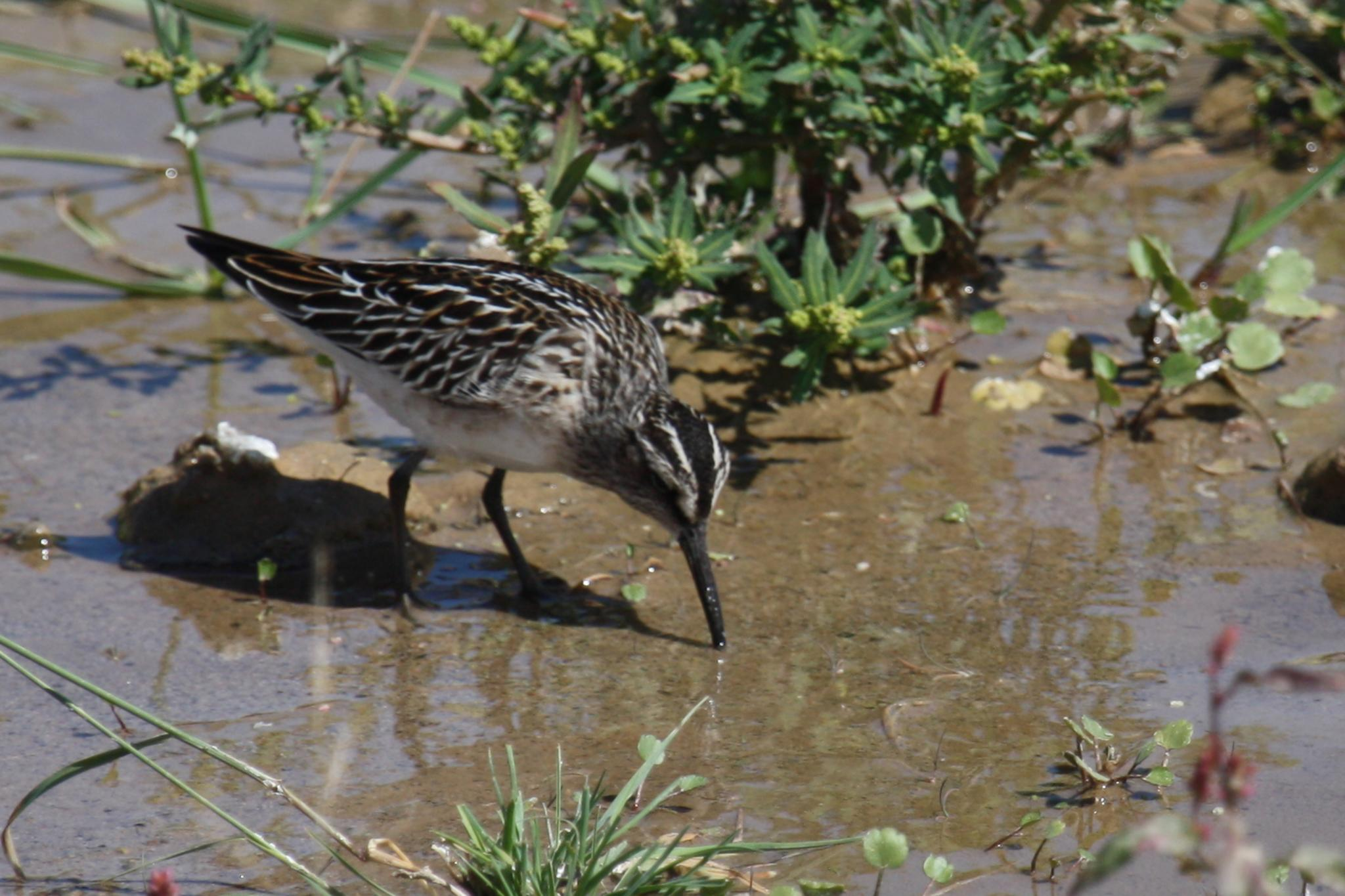
Sumpfläufer der Nominatform

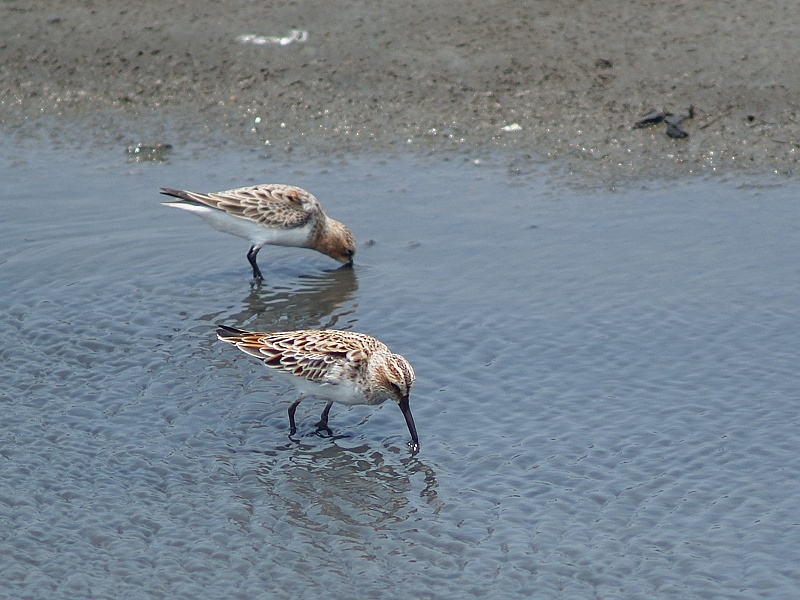
Zwei Sumpfläufer der östlichen Unterart auf der Nahrungssuche

Der Sumpfläufer (Calidris falcinellus, Syn.: Limicola falcinellus) ist ein kleiner Watvogel aus der monotypischen Gattung Limicola. Er besiedelt Sumpfgebiete in Fennoskandien und Sibirien und überwintert vorwiegend an den subtropischen und tropischen Küsten der alten Welt. In Mitteleuropa ist er vereinzelt als Durchzügler zu beobachten.

## Beschreibung
Der Sumpfläufer ist insgesamt einem Strandläufer der Gattung Calidris ähnlich und ist mit 16 bis 17 cm Körperlänge etwas kleiner als ein Alpenstrandläufer. Etwa drei Zentimeter entfallen davon auf die Schnabellänge. Die Beine sind kürzer als beim Alpenstrandläufer und setzen relativ weit hinten an. Die Flügelspannweite des Sumpfläufers beträgt 36 bis 40 Zentimeter. Das Gewicht variiert zwischen 30 und 45 Gramm.
Das charakteristischste Merkmal ist der mittellange, dunkelbraune Schnabel, der bis auf die Schnabelspitze weich und biegsam ist und dessen Spitze leicht, bisweilen geknickt wirkend herabgebogen ist.
Im Brut- und Jugendkleid ist der Sumpfläufer oberseits dunkel gefiedert mit weißen bis rahmfarbenen Federsäumen. Aufgrund einer doppelten, V-förmigen Streifung des Rückens, die durch helle Ränder der Schulterfedern gebildet wird, kann er mit der Zwergschnepfe und dem Zwergstrandläufer verwechselt werden. Im Flug wirkt der Vogel oberseits sehr dunkel mit sehr undeutlicher, heller Flügelbinde. Der Schwanz ist gezeichnet wie beim Alpenstrandläufer, die Seiten wirken jedoch heller.
Der Kopf ist oberseits ebenfalls dunkel gefärbt, mit einem auffälligen, vor dem Auge sich gabelnden Überaugenstreif. Die Unterseite ist weißlich hell mit einer dunklen Strichelung, die sich von den Kopfseiten abwärts, über die Brust gröber werdend bis auf die Flanken erstrecken kann. Beim Jugendkleid ist diese heller und reicht meist nur auf die Brust. Insgesamt wirkt das Jugendkleid heller und sauberer als das der Altvögel, das mit der Abnutzung der hellen Federsäume im Verlauf der Brutzeit immer dunkler wird.
Das Ruhekleid ist sehr viel unauffälliger und oberseits grau bis braungrau. Eventuell kann ein dunkler Flügelbug vorhanden sein wie beim Sanderling. Auf dem Rücken können sich verwaschen schwach die dunklen Federzentren des Brutkleides andeuten. Der gegabelte Superciliarstreifen ist meist vorhanden, aber undeutlicher ausgeprägt, die V-förmige Rückenstreifung fehlt.

## Stimme
Der Stimmfühlungsruf ist ein leises, gereihtes „djip“. Der Flugruf ist ein melodisches, leicht raues und abfallendes „tjiup“, das in mehrsilbigen Rufreihen zu hören ist. Der Gesang ist ein ebenfalls melodischer, schwirrender Triller, in dem ein leicht knarrender Unterton mitschwingt und der in mehrsilbiger Rufreihe innerhalb einer Phrase entweder auf gleichbleibender Höhe oder in die Höhe gezogen vorgetragen wird (Hörbeispiel). Reihen aus den beiden unterschiedlichen Phrasen können sich abwechseln. Erstere erinnert an Rufe des Grünlings, ist jedoch schneller und lerchenähnlicher, letztere ähnelt ein wenig dem Flugruf des Ziegenmelkers, ist jedoch wesentlich höher.

## Verbreitung

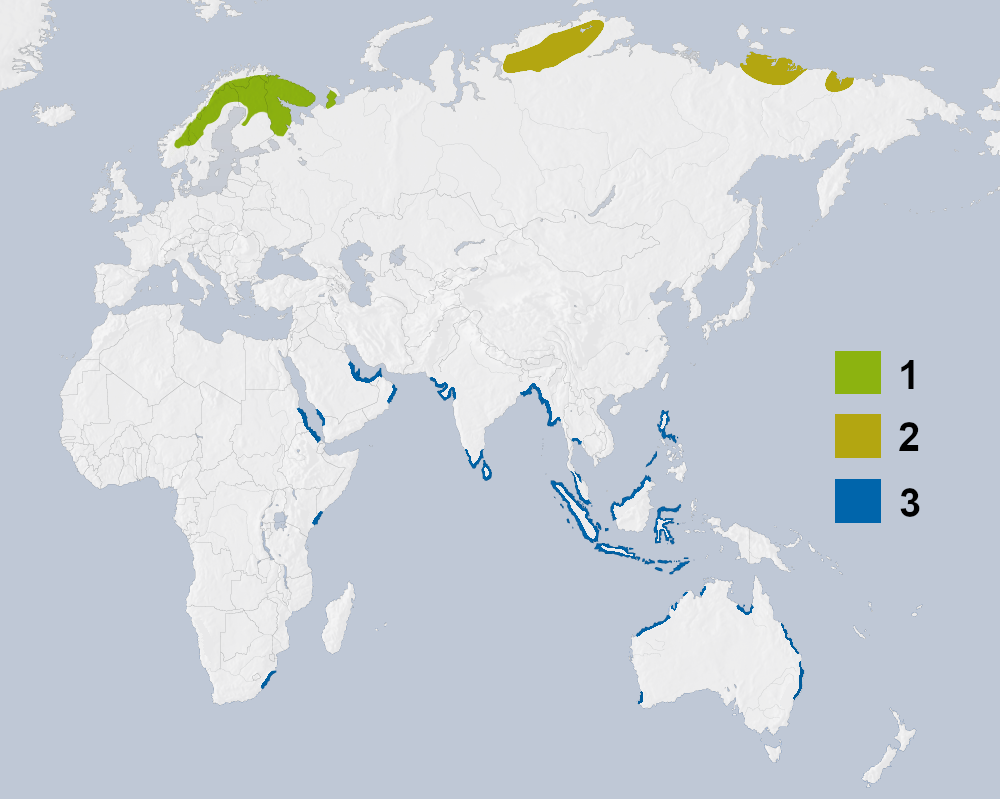
Brutverbreitung (1: ssp. falcinellus, 2: ssp. sibirica) und Überwinterungsgebiete (3) des Sumpfläufers

Das Brutgebiet dieser paläarktischen Art ist aufgrund ihrer Lebensraumansprüche recht zergliedert, die Verbreitung der östlichen Unterart sibirica weitgehend ungeklärt. In Nordeuropa erstreckt sich das Areal von Südnorwegen – der südlichste Brutplatz ist hier die Hardangervidda – durch das östliche Mittelschweden bis Nordschweden und nach Finnland, wo das Vorkommen etwa bis Oulu reicht, vereinzelt gibt es aber noch südlichere Vorkommen. Ostwärts reicht das Brutgebiet bis auf die Halbinseln Kola und Kanin. Das Vorkommen in der Waldtundra Westsibiriens ist weitgehend unerforscht, wird aber durch Zugbeobachtungen bestätigt.
Das Vorkommen der östlichen Unterart ist mindestens in den Tundren der Taimyrhalbinsel und im Anabar-Gebiet, im Tiefland der Allaicha und im Kolyma-Delta bestätigt.

## Wanderungen
Auf dem Herbstzug, der bereits im Juli beginnt und in den Brutgebieten bis Ende August abgeschlossen ist, zieht die überwiegende Anzahl der fennoskandischen Populationen des Sumpfläufers in breiter Font südostwärts über den Raum um das Schwarze Meer hinweg. Ein bedeutendes Rastgebiet ist hier der Sywasch am Asowschen Meer. Ostwärts wird  die Region des Kaspischen Meeres, westwärts der östliche Mittelmeerraum berührt. Vermutlich überschneiden sich die Zugrouten der östlichsten europäischen Populationen mit denen der westsibirischen in Kasachstan.
Vereinzelt zieht die Art auch südlich oder südwestlich über Europa. Regelmäßige Beobachtungen erfolgen vom westlichen Ostseeraum südwärts bis Italien, weiter westwärts zählt der Sumpfläufer zu den Ausnahmegästen.
Die Hauptüberwinterungsgebiete liegen an den Küsten des Roten Meeres in Eritrea und dem Sudan sowie am Golf von Aden, am persischen Golf, in Indien und Sri Lanka. Auch im südlicheren Afrika gibt es einige kleinere Überwinterungsgebiete, beispielsweise an den ostafrikanischen Seen südwärts bis zum Rudolfsee und an der Sabaki-Mündung in Kenia. In Namibia, Natal und der südafrikanischen Kapprovinz gibt es ebenfalls Winterbeobachtungen in größerer Zahl.
Die etwa 16000 Vögel der ostsibirischen Populationen ziehen über den fernen Osten und überwintern in Südostasien, Indonesien und Australien.
Der Heimzug beginnt vermutlich schon zögerlich im April und erreicht im Mai seinen Höhepunkt, die meisten skandinavischen Vögel treffen Ende Mai bis Anfang Juni in den Brutgebieten ein.
Ein Teil übersommert auch in den Überwinterungsgebieten bzw. nördlich davon. Vermutlich handelt es sich hierbei um nicht geschlechtsreife Tiere.

## Lebensraum
Im europäischen Brutgebiet besiedelt der Sumpfläufer vor allem besonders nasse, schlammige Stellen in Strangmooren, Seggenmooren und Gebirgshochmooren. Er bevorzugt besonders unzugängliche Schlenken mit Flächen aus feinem Torfschlamm, die durch offene Wasserflächen abgegrenzt werden und einen leichten Bewuchs aus Seggen, Wollgras oder Rosmarinheide aufweisen. Die Habitate können sehr klein (1–2 ha) sein, auf der Halbinsel Kanin wurde beobachtet, dass Paare auf torfmoosbewachsenen Inselchen innerhalb kleiner Flüsschen brüteten. Der Sumpfläufer brütet in Schweden und Finnland vorwiegend im Tiefland, ist aber auch, wie beispielsweise in Norwegen, in geeigneten Lebensräumen über der Baumgrenze (bis zu 1000 Meter über dem Meer) zu finden.
Auf dem Zug ist die Art weniger wählerisch, sie rastet im Binnenland an sumpfigen Ufern, Schlammflächen oder Klärteichen. In den Winterquartieren ist sie meist an Küsten zu finden, hier bevorzugt sie Strommündungen, Lagunen, seichte Buchten und schlammige Spülflächen. Sandige oder steinige Habitate meidet sie weitgehend.

## Nahrung und Nahrungserwerb
Über die Nahrung des Sumpfläufers ist wenig bekannt, sie besteht aber zum überwiegenden Teil aus tierischer Nahrung, seltener aus Pflanzensamen. Bei Untersuchungen an Mageninhalten ziehender Sumpfläufer wurden zu einem großen Teil wasserlebende Schnecken, Wasserkäfer, Zweiflügler und insbesondere deren Larven, aber auch andere Insekten, Kleinkrebse und Muscheln festgestellt. Bei Beobachtungen in den Überwinterungsgebieten wurden zudem Polychaeten erbeutet. Über die Nahrung in den Brutgebieten ist noch weniger bekannt, hier werden lediglich Käfer und verschiedene Larven erwähnt.
Die Nahrungsaufnahme ähnelt der des Zwergstrandläufers. In einigem Abstand zu anderen Individuen watet der Vogel bis zum Bauch im flachen Wasser oder dünnen Schlick, kurze Strecken werden nach Wasserläuferart geschwommen. Die Beute wird von der Oberfläche abgesammelt oder aus seichtem Wasser gepickt. Dipteren werden auch aus der Luft gefangen. Tieferes Sondieren mit dem Schnabel findet nur im besonders dünnen Schlamm statt.
Aufgrund der morphologischen Besonderheiten – der Schnabelform, dem verstärkten Oberkieferknochen und der besonders ausgeprägten Kiefer- und Zungenmuskulatur – wurde u. a. vermutet, dass der Sumpfläufer zu großer Kraftaufwendung beim Nahrungserwerb befähigt ist. Dies wird aber nicht durch genauere Untersuchungen gestützt.

## Fortpflanzung

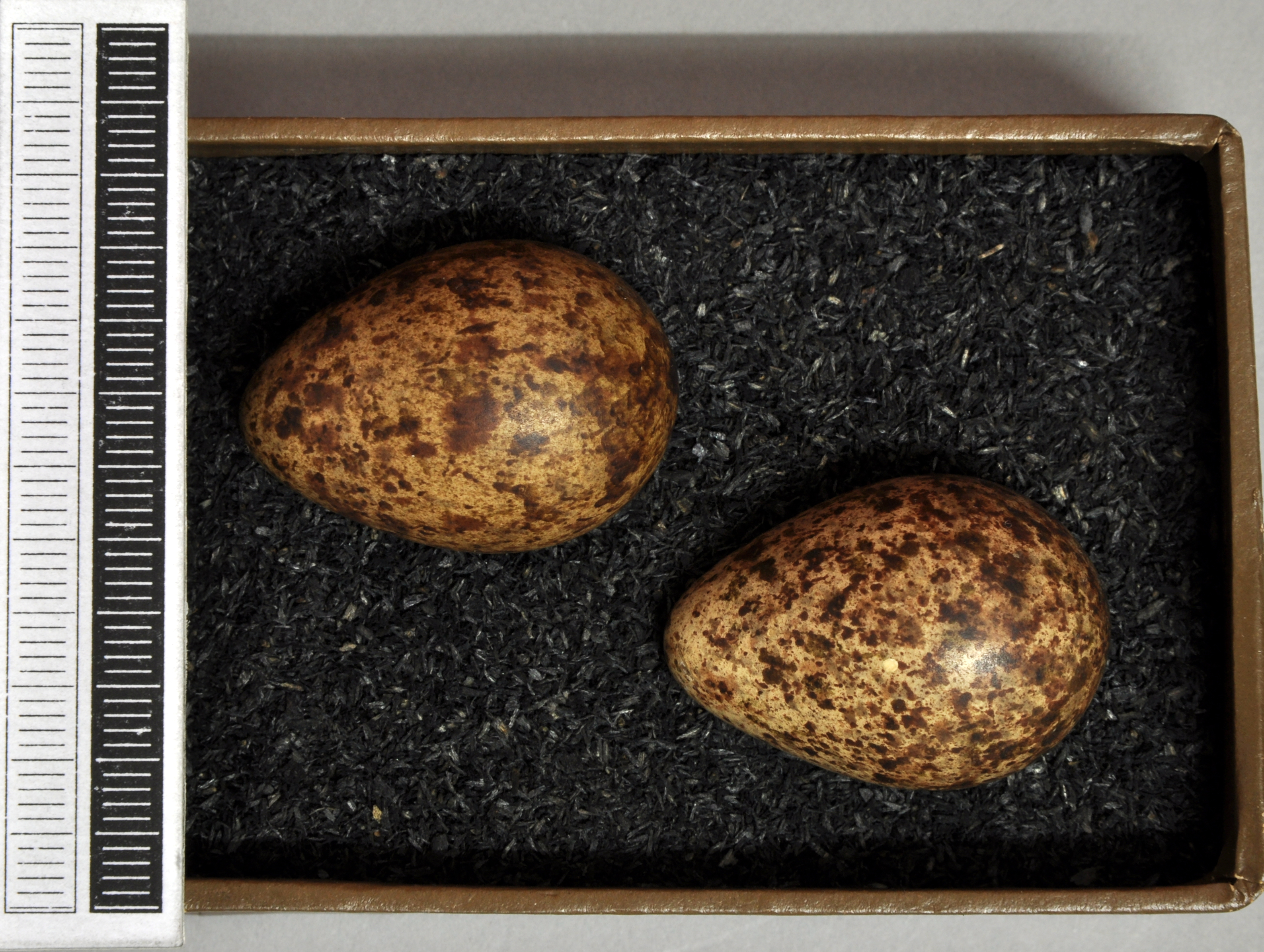
Eier, Sammlung Museum Wiesbaden

Sumpfläufer werden vermutlich zumindest zum Teil erst gegen Ende des zweiten Jahres geschlechtsreif. Dies lassen die Beobachtungen von Übersommerungen im Winterquartier vermuten.
Über Balz und Paarbildung ist wenig bekannt. Das Männchen fliegt zu Beginn der Brutzeit Singflüge über dem Revier. Da die Art aber kaum territoriales Verhalten zeigt und oft in kleinen Ansammlungen mit geringem Nestabstand (80–100 m, in Einzelfällen 9 m) brütet, scheint der Singflug nur der Balz zu dienen. Gelegentlich lässt sich das singende Männchen auf Bäumen nieder.
Aufgrund der späten Ankunft im Brutrevier wird etwa eine Woche darauf mit der Eiablage begonnen. Das Nest befindet sich an unzugänglichen, nassen Plätzen, gelegentlich auf einer Erhöhung, manchmal fast im Wasser, meist von der Vegetation verborgen. Das Männchen legt 2–3 Nistmulden an, von denen das Weibchen eine aussucht. Die Nistmulde wird ein wenig mit Laub (von Zwergbirke, Sumpfporst, Weide u. ä.) oder dünnen Halmen ausgekleidet. Das Gelege besteht aus vier, seltener drei Eiern. Diese sind durchschnittlich 32 × 23 mm groß, kurz- bis langkreiselig, immer stark zugespitzt und auf blass bräunlich gelbem Grund fein gesprenkelt. Die Sprenkelung kann wie ein feiner, rötlicher Überzug wirken, ansonsten variiert die Fleckenfarbe zwischen Grau-, Dunkel- und Rötlichbraun, mitunter sind zwei bis drei Farbtöne auf einem Ei vertreten. Einige Flecken sind größer und häufen sich meist am stumpfen Ende. Die Schale kann bisweilen stark glänzen. Die frühesten Gelege findet man ab dem 8. Juni, die Hauptlegezeit liegt in der zweiten Junihälfte. Weitere Details zum Brutverhalten sind nicht bekannt.

## Bestand
Der europäische Brutbestand zu Beginn des 21. Jahrhunderts beträgt zwischen 9.200 und 22.000 Brutpaare. Das europäische Brutareal beschränkt sich auf Finnland (5.000 bis 15.000 Brutppare), Schweden (3.000 bis 4.500 Brutpaare), Norwegen (1.000 bis 15.000 Brutpaare) und den europäischen Teil Russlands mit 200 bis 1.200 Brutpaaren.
Gefährdungsursachen für diese Art sind vor allem Habitatverluste in den Brutgebieten. Diese entstehen vor allem durch Trockenlegung von Feuchtgebieten oder, insbesondere in Finnland, durch Anlage künstlicher Seen. Hinzu kommt eine zunehmende Zerstörung von Rast- und Überwinterungshabitaten im Osten Europas, Arabiens und Afrikas durch Dürren oder gezielte Trockenlegung.

## Interne Systematik
Die Art wird in zwei Unterarten gegliedert, wobei sich die europäische Nominatform im Brutkleid durch eine dunklere Oberseite und im Ruhekleid durch eine kräftigere Färbung auszeichnet.
- Calidris falcinellus falcinellus (Pontoppidan, 1763) – Nordeuropa bis zur Kanin-Halbinsel
- Calidris falcinellus sibirica Dresser, 1876 – Nördliches Sibirien, östlich des Jenissei

## Sonstiges
Die deutsche Zeitschrift „Limicola – Zeitschrift für Feldornithologie“ trägt neben der Synonymbezeichnung auch eine Zeichnung des Sumpfläufers im Titel.

## Belege